# 10128 Бро
10128 Бро (10128 Bro) — астероїд головного поясу.
Тіссеранів параметр щодо Юпітера — 3,573.